# Прац (Долина Аосте)
Прац је насеље у Италији у округу Долина Аосте, региону Долина Аосте.
Према процени из 2011. у насељу је живело 33 становника. Насеље се налази на надморској висини од 977 м.